# نادي آوغسبورغ
نادي آوغسبورغ 1907 لكرة القدم (بالألمانية: Fußball-Club Augsburg 1907) وهو نادي كرة قدم ألماني من مدينة أوغسبورغ في بافاريا في جنوب ألمانيا تأسس هذا النادي في سنة 1907 ويلعب حالياً في بوندسليغا في دوري درجة الأولى الألماني وهو في الصف الأول في الدوري واحتل المرتبة الثامنة في الدوري الألماني والملعب الرئيسي لهذا النادي هو إس جي إل أرينا ويسع ل30,660 مُتفرج وهو أكبر نادي في منطقة شوابيا.